# Tiruvalla
Tiruvalla är en ort i Indien.   Den ligger i distriktet Pattanamtitta och delstaten Kerala, i den södra delen av landet, 2 100 km söder om huvudstaden New Delhi. Tiruvalla ligger 14 meter över havet och antalet invånare är 57 223.
Terrängen runt Tiruvalla är platt. Runt Tiruvalla är det mycket tätbefolkat, med 1 463 invånare per kvadratkilometer. Tiruvalla är det största samhället i trakten. I omgivningarna runt Tiruvalla växer i huvudsak städsegrön lövskog.